# Phare de Ponce de Leon Inlet
Le phare de Ponce de Leon Inlet, en anglais Ponce de Leon Inlet Light, est le plus grand phare de Floride et un des plus grands des États-Unis. Haut de 53 mètres, il est localisé dans le comté de Volusia au niveau de l'anse de Ponce Inlet entre les phares de St. Augustine et de Cap Canaveral. Depuis 1998, le phare est classé en tant que National Historic Landmark.

## Histoire
Le premier phare de la région fut construit en 1835. À cette époque, l'anse Ponce de León était nommée Mosquito Inlet. L'huile pour l'allumage du phare ne fut jamais livrée. En effet, lorsque la construction fut terminée, une tempête éroda le sable autour du phare ce qui affaiblit ses fondations. La région était de plus confrontée à la Seconde Guerre séminole et en décembre 1835, les amérindiens Séminoles attaquèrent le phare, brisèrent les glaces de la salle du phare et incendièrent son escalier en bois. Le phare fut abandonné et il tomba en ruines un an plus tard. Bien que la région était coutumière des naufrages de bateaux, ce n'est qu'en 1883 qu'un nouveau phare fut construit à proximité. Le phare fut imaginé par Francis Hopkinson Smith et le début de la construction supervisée par Orville E. Babcock. Ce dernier décéda en 1884 d'une noyade dans l'anse. Les travaux furent achevés en 1887 lorsque le phare s'éclaira enfin.
En 1897, Stephen Crane, en route pour Cuba à bord du SS Commodore fit naufrage. Crane et quelques marins survécurent à l'accident et purent rejoindre la côte en se dirigeant avec la lumière du phare. Il relata son histoire dans son petit livre Le Bateau ouvert. La lentille de Fresnel fut à la même époque remplacée par une lentille de Fresnel rotative.
En 1927, l'anse de Mosquito fut renommée en anse de Ponce de Leon. Le phare, n'ayant plus d'utilité depuis la création dans la région d'un radiophare, fut désactivé par les garde-côtes en 1970 et ces derniers l'offrirent à la ville de Ponce Inlet en 1972. Une association locale visant à protéger l'édifice fut créée pour y construire un musée et le phare fut ajouté au Registre national des lieux historiques.
En 1982, le phare fut restauré et remis en service car l'apparition de nouveaux bâtiments à proximité du radiophare limitait de plus en plus la portée de ce dernier. Le 5 août 1998, le phare fut nommé au titre de National Historic Landmark, et fait ainsi partie des dix phares américains ayant eu cet honneur.
Le phare est restauré et accessible au public. Les lentilles originales du phare sont visibles dans le musée tandis que le phare est toujours en activité.

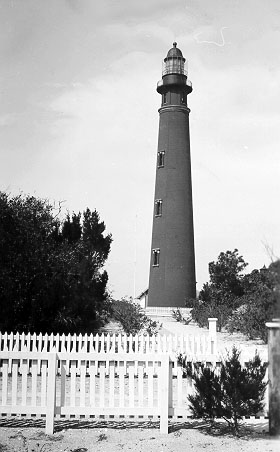
Le phare de Ponce de Leon Inlet, précédemment connu sous le nom de phare de l'anse Mosquito.